# 1544
| [ Edytuj tabelę ]              | |
| Król Polski                    | - 1507 Zygmunt I Stary 1548 - 1530 Zygmunt II August 1572 |
| Współksiążęta Andory           | - 1534 Francisco de Urríes 1551 - 1517 Henryk II 1555 |
| Król Anglii                    | - 1509 Henryk VIII 1547 |
| Władca Azteków                 | - 1541 Diego de San Francisco Tehuetzquitizin 1554 |
| Elektor Brandenburgii          | - 1535 Joachim II Hektor 1571 |
| Książę Bawarii                 | - 1508 Wilhelm IV 1550 - 1516 Ludwik X 1545 |
| Sułtan Brunei                  | - 1521 Abdul Kahar 1575 |
| Cesarz Chin                    | - 1521 Jiajing 1566 |
| Król Czech                     | - 1526 Ferdynand I Habsburg 1564 |
| Król Danii                     | - 1534 Chrystian III 1559 |
| Dalajlama                      | - 1543 Sonam Gjaco 1588 |
| Cesarz Etiopii                 | - 1540 Klaudiusz 1559 |
| Król Francji                   | - 1515 Franciszek I 1547 |
| Król Hiszpanii                 | - 1516 Karol I 1556 |
| Hrabia Holandii                | - 1515 Karol I Habsburg 1555 |
| Szach Iranu                    | - 1524 Tahmasp I 1576 |
| Państwo Wielkich Mogołów       | - 1540 Szer Szah Suri 1545 |
| Władca Inków                   | - 1533 Manco Inca 1545 |
| Król Irlandii                  | - 1542 Henryk VIII Tudor 1547 |
| Cesarz Japonii                 | - 1526 Go-Nara 1557 |
| Kalif                          | - 1520 Sulejman I 1566 |
| Patriarcha Konstantynopola     | - 1522 Jeremiasz I 1545 |
| Władca Korei                   | - 1506 Chungjong 1544 - 1544 Injong 1545 |
| Wielki książę litewski         | - 1506 Zygmunt I Stary 1548 - 1530 Zygmunt August 1569 |
| Sułtan Maroka                  | - 1524 Abu al-Abbas Ahmad 1545 |
| Senior Monako                  | - 1532 Honoriusz I 1581 |
| Wielki książę moskiewski       | - 1533 Iwan IV Groźny 1547 |
| Król Nawarry                   | - 1516 Henryk II 1555 |
| Król Norwegii                  | - 1534 Chrystian III 1559 |
| Sułtan Omanu                   | - 1529 Bakarat ibn Muhammad 1560 |
| Elektor Palatynatu             | - 1508 Ludwik V 1544 - 1544 Fryderyk II 1556 |
| Papież                         | - 1534 Paweł III 1549 |
| Król Portugalii                | - 1521 Jan III 1557 |
| Książę w Prusach               | - 1525 Albrecht 1568 |
| Cesarz Rzymski (niemiecki)     | - 1519 Karol V Habsburg 1558 |
| Kapitanowie Regenci San Marino | - 1543 Girolamo Giannini Carlo di Francesco Lunardini 1544 - 1544 Polinoro Lunardini Bartolo di Simone Belluzzi 1544 - 1544 Giovanni Antonio Belluzzi Vincenzo Gombertini 1545 |
| Elektor Saksonii               | - 1532 Jan Fryderyk I 1547 |
| Król Szkocji                   | - 1542 Maria Stuart 1567 |
| Król Szwecji                   | - 1521 Gustaw I Waza 1560 |
| Król Tajlandii                 | - 1534 Chaiya Racha Thirat 1546 |
| Sułtan Turków                  | - 1520 Sulejman Wspaniały 1566 |
| Doża Wenecji                   | - 1538 Pietro Lando 1545 |
| Król Węgier                    | - 1526 Ferdynand I 1564 - 1540 Jan II Zygmunt Zápolya 1571 |

Rok 1544 / MDXLIV
stulecia: XV wiek ~
XVI wiek ~
XVII wiek

lata: 1534 «
1539 «
1540 «
1541 «
1542 «
1543 «
1544
» 1545
» 1546
» 1547
» 1548
» 1549
» 1554

## Wydarzenia w Polsce
- 7 marca – w Piotrkowie zakończył obrady sejm[1].

- Zygmunt August wyjechał na Litwę w charakterze namiestnika.
- Wyznanie wiary chrześcijańskiej Jana Seklucjana.

## Wydarzenia na świecie
- 11 kwietnia – VI wojna włoska: zwycięstwo Francuzów nad wojskami hiszpańsko-habsburskimi w bitwie pod Ceresole.
- 25 lipca – VI wojna włoska: zwycięstwo eskadry hiszpańskiej nad francuską w bitwie w Zatoce Muros.
- 19 listopada – Paweł III wydał bullę Laetare Ierusalem zwołującą Sobór trydencki.
- W okolicach Potosí w dzisiejszej Boliwii odkryto złoża srebra.

## Zdarzenia astronomiczne
- 24 stycznia – całkowite zaćmienie Słońca, widoczne w Polsce[2].

## Urodzili się
- 19 stycznia – Franciszek II Walezjusz, król Francji (zm. 1560)
- 3 lutego – César de Bus, francuski duchowny, błogosławiony (zm. 1607)
- 11 marca – Torquato Tasso, włoski poeta (zm. 1595)
- 24 maja – William Gilbert, angielski fizyk i lekarz (zm. 1603)
- 1 lipca – Iacopo Nigreti, włoski malarz, manierysta (zm. 1628)
- 9 sierpnia – Bogusław XIII, książę wołogoski i szczeciński (zm. 1606)
- 23 grudnia - Anna Saska, księżniczka saksońska (zm. 1577)

- data dzienna nieznana:
- Kutbert Mayne, angielski duchowny katolicki, męczennik, święty (zm. 1577)

## Zmarli
- 25 września – Valerius Cordus, niemiecki naturalista – lekarz, chemik i botanik (urodz. 1515)
- 15 listopada – Łucja z Narni, włoska tercjarka dominikańska, stygmatyczka, błogosławiona katolicka (ur. 1476).